# 克麗斯汀·姆博馬
克麗斯汀·姆博馬（Christine Mboma，2003年5月22日—），納米比亞田徑運動員，她代表納米比亞隊參加了日本舉行的2020年夏季奧林匹克運動會，並且在女子200米比賽上獲得銀牌。